# زاروندة (بايين خيابان ليتكوة)
زاروندة (بالفارسية: زارونده) هي قرية تقع في إيران في قسم بایین خیابان لیتکوة الريفي. يقدر عدد سكانها بـ 193 نسمة بحسب إحصاء 2016.